# Banksia ser. Banksia
Série
Banksia ser. Banksia est la dénomination botanique d'une série de plantes du genre Banksia.